# 사무라이하마역
사무라이하마역(일본어: 侍浜駅)은 일본 이와테현 구지시에 위치한 동일본 여객철도 하치노헤 선의 철도역이다. 단선 승강장 1면 1선의 구조를 갖춘 지상역이다.

## 이용 현황
| 승차 인원 추이 | 승차 인원 추이 |
| 연도           | 1일 평균       |
| -------------- | -------------- |
| 2000           | 91             |
| 2001           | 81             |
| 2002           | 79             |
| 2003           | 76             |

## 역 주변
- 이와테 현도 149호 사무라이하마테이류조 선
- 이와테 현도 153호 사무라이하마테이류조아코기 선

## 역사
- 1930년 3월 27일 : 개업.
- 1962년 10월 1일 : 화물 취급 폐지.
- 1987년 4월 1일 : 일본국유철도 분할 민영화에 의해, 동일본 여객철도가 승계.
- 2004년 10월 16일 : 교환 설비를 철거해, 동시에 무인역으로 전환.
- 2011년 3월 11일 : 도호쿠 지방 태평양 해역 지진과 이에 의해서 발생했던 대형 쓰나미로 인해 전 노선 운행 불가.
- 2012년 3월 17일 : 하치노헤 선 전 노선 복구에 의한 영업 재개.

## 인접 역
| 동일본 여객철도 하치노헤 선 | 동일본 여객철도 하치노헤 선 | 동일본 여객철도 하치노헤 선 |
| --------------------------- | --------------------------- | --------------------------- |
| 리쿠추나카노 하치노헤 방면  | ■ 하치노헤 선               | 리쿠추나쓰이 구지 방면      |